# Florianus (Cognomen)
Florianus (von lateinisch florus: „blond“, „blühend“, „prächtig“) ist ein römisches Cognomen, das vor allem in der Spätantike auftrat und häufig im pannonischen Raum bezeugt ist.

## Namensträger
- Florianus (Töpfer), mittelgallischer Sigillatatöpfer aus Lezoux, Mitte des 2. Jahrhunderts
- Florianus (Belgica Secunda), Statthalter in Belgica Secunda, 326
- Florianus (Venetia et Histria), Statthalter in Venetia et Histria, 368, 370 oder 373
- Marcus Annius Florianus († September 276 bei Tarsus), der Kaiser Florianus
- Marcus Caecilius Fuscianus Crepereianus Florianus, Statthalter in Arabia, 2. und 3. Jahrhundert
- P(ublicius?) Florianus, Tribun der Prätorianer, 196